# Consiglio reale consultivo per gli affari sahariani
Consiglio reale consultivo per gli affari sahariani o CORCAS è un consiglio creato con decreto reale (Ḍāhir) dal re del Marocco Mohammad VI composto da 140 membri, la parte responsabile per negoziare con il Fronte Polisario e lo sviluppo economico e sociale del Sahara Occidentale. Il consiglio è presieduto da Khalihenna Ould Errachid.